# Paral·leles (Star Trek: La nova generació)
"Paral·leles" (títol original en anglès "Parallels") és l'onzè episodi de la setena temporada, i el 163è de tota la sèrie, de la sèrie de televisió de ciència-ficció estatunidenca Star Trek: La nova generació. Es van emetre originalment el 29 de novembre de 1993 en redifusió als Estats Units. Fou dirigida per Robert Wiemer i escrit per Brannon Braga. La productora executiva Jeri Taylor va escriure l'escena final, però no va aparèixer als crèdits.
Ambientada al segle XXIV, la sèrie segueix les aventures de la tripulació de la nau de la Flota Estel·lar de la Federació Enterprise-D sota el comandament del capità Jean-Luc Picard. En aquest episodi, el tinent Worf (Michael Dorn) torna d'un torneig de bat'leth i descobreix lentament que s'està traslladant a través d'universos paral·lels. La tripulació d'una alternativa «Enterprise» s'adona del que està passant i intenta retornar-lo a la seva pròpia realitat, però, després d'un atac d'una nau bajorana, explota una fissura espai-temps, fent que centenars de milers de versions alternatives de l'«Enterprise» entrin al mateix univers.
Braga tenia la intenció de centrar “Paral·leles” en Jean-Luc Picard (Patrick Stewart), però això es va canviar a Worf per tal de fer més evidents les diferències a través de les línies temporals, ja que Braga es preocupava que les relacions de Picard no poguessin diferir significativament entre universos propers. Els productors estaven preocupats per la naturalesa confusa de la proposta inicial, però consideraven que canvis posteriors la milloraven molt. Wil Wheaton va aparèixer com a Wesley Crusher, substituint el pla inicial d'incloure Tasha Yar, després que Braga estigués preocupat per copiar "L'Enterprise del passat". "Parallels" va rebre una qualificació Nielsen del 12,8 per cent, una de les més altes de la temporada, però alguns fans es van molestar amb un romanç entre Worf i Deanna Troi. Els crítics van respondre favorablement, amb elogis tant per a Dorn com per a Marina Sirtis.

## Argument
Després d'un torneig de bat'leth, el tinent Worf torna a l'Enterprise i una festa d'aniversari sorpresa. Comença a notar canvis subtils; el sabor del pastís canvia i una pintura que li va regalar Data apareix en una paret diferent. Els canvis es tornen més pronunciats; quan una nau cardassiana ataca l'"Enterprise", uns controls desconeguts fan que Worf no aconsegueixi aixecar els escuts, cosa que provoca la mort de Geordi La Forge. Tot i conservar els seus records, Worf no té proves que la realitat hagi canviat, i els seus registres donen suport a les històries dels altres membres de la tripulació. Es produeixen altres canvis importants: Riker és el capità de l' Enterprise en una realitat en què Picard va ser assassinat pels Borg, els bajorans es van convertir en els opressors dels cardassians i enemics de la Federació, Wesley Crusher és tinent de l' Enterprise, Alyssa Ogawa és la cap mèdica, i Worf està casat amb Deanna Troi.
La tripulació descobreix que l'ARN de Worf té una signatura mecànica quàntica inusual; és d'un univers diferent. La tripulació teoritza que Worf, durant el seu retorn del torneig de bat'leth, va passar per una fissura espai-temps; els motors de la llançadora i la posterior proximitat al VISOR de La Forge van fer que Worf canviés d'univers. Cada univers cobreix una possibilitat diferent; tot el que podria passar s'ha fet en un univers paral·lel, d'aquí els canvis en la realitat que Worf està experimentant. L'"Enterprise" torna a la ubicació de la fissura, intentant retornar Worf al seu univers original, però és atacada per una nau bajorana, cosa que fa que la fissura es desestabilitzi i les diverses realitats es fusionin. Innombrables "Enterprises" comencen a aparèixer a un ritme exponencial.
Data determina que l'única manera de restaurar les realitats és enviar Worf a través d'una llançadora a l'"Enterprise" del seu univers, passant per la fissura i utilitzant els motors de la llançadora per tornar-la a segellar. Localitzant la nau correcta, Worf comença a viatjar de tornada, però és atacat per una "Enterprise" d'un univers desbordat pels Borg, la seva tripulació es nega a tornar. L'"Enterprise" que va deixar dispara contra la nau, destruint-la accidentalment. Worf travessa la fissura i torna al seu univers amb una sola "Enterprise" davant seu. Worf descobreix que no ha passat gaire temps des que va entrar inicialment a la fissura. Esperant una festa sorpresa, només troba la Troi esperant-li un regal i, sabent que els dos estan casats en molts universos alternatius, la convida a sopar amb ell.

## Producció
Inicialment l'escriptor Brannon Braga va concebre l'episodi com a centrat en el capità Picard, en lloc de Worf. Va ser només quan va planificar la història que es va adonar que no hi hauria gaires diferències personals entre les realitats amb Picard. Per tant, va decidir incloure Worf com a personatge principal i va optar per situar-lo en una relació d'amor amb Troi, ja que sentia que la majoria de la gent no s'ho hauria esperat. Braga va considerar incloure Tasha Yar a l'episodi, però va pensar que això hauria copiat "L'Enterprise del passat", així que la va substituir per Wesley Crusher, interpretat per Wil Wheaton. Es van fer més canvis al guió, ja que Braga havia previst que Worf cantés "Per molts anys" en klíngon, però el cost dels drets de la cançó hauria estat prohibitiu i, per tant, la idea es va descartar.
La productora executiva Jeri Taylor va aprovar l'esquema inicial, però li preocupava que pogués ser confús. Estava contenta amb el resultat i el va descriure com si "hagués funcionat com un èxit de gegant". Ella sentia que el romanç entre Worf i Troi havia estat subtilment interpretat pels guionistes de la sèrie des de l'episodi de la cinquena temporada episodi "Ètica" i tenia una ambició a la sèrie des d' "Un grapat de dades" a la sisena temporada. Després de ser inclosa a "Paral·leles", la relació va aparèixer diverses vegades durant la temporada final de La nova generació. Michael Piller no estava entusiasmat amb la idea inicial, però Taylor sentia que els mitjans pels quals havia evolucionat la van salvar.
Braga va pensar en retrospectiva que l'aparició de Crusher es podria haver explicat millor, però en aquell moment va sentir que era més intrigant si "simplement hi era". També volia evitar suggerir que Worf s'estava tornant boig, ja que aquest tema s'havia tractat a la temporada anterior a l'episodi "Estat d'ànim". El director Robert Wiemer va intentar tenir un final concloent per a l'episodi per indicar les intencions futures de Worf.  El suggeriment de Worf de xampany per a Troi va ser escrit per Taylor per adaptar-s'hi.
"Paral·leles" va reutilitzar diversos accessoris i vestuaris vistos anteriorment, incloent-hi tot el vestuari uniforme de Troi amb l'excepció dels vestits de la primera temporada. Altres elements com l'Argus Array (un model d'estació espacial) havien aparegut en altres episodis, i les insígnies de comunicació alternatives utilitzades a l'episodi s'havien vist a "Futur imperfecte". L'estació espacial Espai Profund 5 era una remodelació de Regula Un de Star Trek 2: La còlera del Khan. Es van fer modificacions al pont ambientat en una realitat; aquestes es reutilitzarien més tard per a la futura Enterprise al final de la sèrie "Totes les coses bones...". L'efecte filmat amb múltiples còpies de l' Enterprise es va aconseguir fotografiant el mateix model des de múltiples angles, cosa que va resultar en més de 100 aparèixer a la pantalla. L'escena amb múltiples Worfs es va produir mitjançant l'ús de pantalla dividida i substituts.
Aquesta representació simultània de nombrosos universos diferents va ser citada per Roberto Orci, un dels guionistes de la pel·lícula Star Trek de 2009, com a prova que, malgrat la creació d'una línia temporal secundària per part de la pel·lícula, l'univers "regular" de Trek no es va veure afectat i tot des de La sèrie original va continuar com abans. Va dir que "Paral·leles" utilitzava la interpretació dels molts mons de la mecànica quàntica en què una nova línia de temps no sobreescriu una d'anterior, a diferència d'episodis anteriors de la franquícia com ara "La ciutat a la frontera del futur" i "L'Enterprise del futur".

## Actors convidats
- Wil Wheaton – Wesley Crusher
- Patti Yasutake – Alyssa Ogawa

## Temes
La idea del multivers que apareix a "Paral·leles" ha estat discutida per comentaristes. El físic teòric Lawrence M. Krauss va elogiar l'episodi per la inclusió de la idea al seu llibre The Physics of Star Trek, tot i que va afegir que explicava incorrectament la mesura en mecànica quàntica. Aquesta teoria de la mecànica quàntica explicada durant l'episodi va ser qualificada de "una mica incompleta" per Michelle i Duncan Barrett al seu llibre Star Trek: The Human Factor. Es van basar en la teoria del físic matemàtic Roger Penrose que no hi ha cap física identificada per reduir la bretxa entre la física i la física quàntica. Els Barrett van assenyalar l'ús que la franquícia "Star Trek" ha fet de la idea del multivers i diferents línies de temps.

## Recepció
L'episodi es va emetre durant la setmana que va començar el 27 de novembre de 1993, en redifusió. Segons Nielsen Media Research, va rebre un índex d'audiència del 12,8%. Això significa que va ser vist pel 12,8% de totes les llars que miraven la televisió durant la seva franja horària. Això el va situar com el segon programa sindicat més vist d'aquella setmana, i va ser el quart episodi més vist de la temporada, darrere de la segona part d' "Atac", "L'ull de l'observador" i "Totes les coses bones...". Alguns fans es van molestar amb la introducció d'un romanç entre Worf i Troi, ja que van considerar que Riker i Troi eren la parella correcta. Taylor va dir que alguns dels fans pensaven que la relació entre Riker i Troi era tan inevitable que la sèrie simplement hauria d'haver-ho "acabat d'una vegada" i no haver introduït un nou romanç per a Troi.
Zack Handlen, a la seva crítica de The A.V. Club, va donar a l'episodi una nota de A−. Va dir que era un episodi "ben equilibrat" i que Sirtis i Dorn tenien bona química. Handle va elogiar a més el ritme còmic de Dorn. Va gaudir de la imatge de les altres versions de l'"Enterprise" apareixent al mateix univers, però va criticar el nivell de tecnoxerrameca durant la segona meitat de l'episodi. L'escriptor de IGN Scott Colura va publicar un podcast preguntant si "Paral·leles" era l'episodi més infravalorat de la sèrie.
El 2015, The Hollywood Reporter va assenyalar l'escena d'aquest episodi amb un Riker espantat de l'univers Borg que volia quedar-se, com un dels deu moments "més impressionants" de Star Trek: La nova generació.
El 2017, va ser classificat com el 9è millor episodi de viatges en el temps de Star Trek. Al maig de 2019, The Hollywood Reporter va classificar "Paral·leles" entre els vint-i-cinc millors episodis de Star Trek: La nova generació.
Keith DeCandido va donar a l'episodi una puntuació de 10 sobre 10 a la seva ressenya per a Tor.com. Va expressar el seu amor per l'episodi, lloant el fet que "Paral·leles" se centri en Worf "en part perquè ningú no fa la confusió frustrada millor que Michael Dorn". Va gaudir dels canvis creixents a cada univers, però el punt culminant de l'episodi va ser l' "Enterprise" de la línia temporal de la invasió Borg, que va disparar contra la llançadora al final. DeCandido va dir que això va mantenir l'episodi memorable després de 19 anys i "el va consolidar com un dels millors episodis de TNG A una llista dels 100 millors episodis de la franquícia Star Trek, "Paral·leles" va ser col·locada en el lloc 84 per Charlie Jane Anders a io9.
El 2017, Popular Mechanics va dir que "Paral·leles" era un dels deu episodis més divertits de Star Trek: La nova generació.

## Llançament en mitjans domèstics
El primer llançament en suport domèstic de "Paral·leles" dins dels Estats Units va ser en casset VHS com a part d'un sol episodi, que va tenir lloc l'1 de gener de 2000. "Paral·leles" es va publicar en DVD el 2002 com a part del conjunt de la temporada. Més tard es va publicar com a part de la temporada en Blu-ray als Estats Units el 2 de desembre de 2014. Això incloïa un comentari d'àudio de Braga.

## Fegeu també
- "Mirall, mirall" de la sèrie original Star Trek, el primer episodi de l'univers mirall a la franquícia Star Trek
- Història alternativa
- Interpretació dels molts mons